# Olsonov zovoj
Olsonov zovoj (lat. Puffinus olsoni) je izumrla vrsta morske ptice iz porodice zovoja. Gnijezdio se na otocima  Lanzarote i Fuerteventura (Kanarski otoci). Poznat je samo iz fosilnih ostataka, a u znanosti je jedino opisan 1990. Bio je udomaćen u poljima lave. 
Izumro je vjerojatno zbog dolaska europskih doseljenika u 15. stoljeću, a moguće je da se to dogodilo i zbog uvođenja nekih novih vrsta, kao što su štakori.

## Vanjske poveznice
|  | Zajednički poslužitelj ima još gradiva o temi Puffinus olsoni |